# من امشب ازت دل می‌کنم
«من امشب ازت دل می‌کنم» تک‌آهنگی از هنرمند اهل کانادا کارلی ری جپسن است که در ۲۱ ژانویه ۲۰۱۳ منتشر شد.
این تک‌آهنگ در چارت اوکراین به رتبه یک رسید و چارت‌های بلژیک جزو ده ترانه اول قرار گرفت.